# Candis Cayne
Candis Cayne (Maui, 29 de agosto de 1971) es una actriz transgénero y artista performance estadounidense.
Cayne actuaba en clubes nocturnos de la ciudad de Nueva York desde la década de 1990 y realizó su transición de género en 1996. Cayne alcanzó notoriedad nacional en 2007 por interpretar a la amante transgénero Carmelita en el drama de la ABC, Dirty Sexy Money. El papel convirtió a Cayne en la primera actriz transgénero en interpretar a un personaje transgénero recurrente en horario de máxima audiencia.

## Filmografía

### Películas
| Año  | Título                                           | Papel            | Notas                            |
| ---- | ------------------------------------------------ | ---------------- | -------------------------------- |
| 1995 | Wigstock: The Movie                              | Ella misma       | Acreditada como Brendan McDaniel |
| 1995 | Stonewall                                        | Diva             |                                  |
| 1995 | To Wong Foo, Thanks for Everything! Julie Newmar | Candis Cayne     | Acreditada como Brendan McDaniel |
| 1996 | Always Something Better                          | Billee           |                                  |
| 1997 | Drag Time                                        | Candis Cayne     |                                  |
| 1998 | Mob Queen                                        | Glorice Kalsheim |                                  |
| 1999 | Charlie!                                         |                  | Cortometraje                     |
| 1999 | In the Closet                                    |                  |                                  |
| 2006 | My Heart Belongs to Data                         | Candis           | Cortometraje                     |
| 2007 | Starrbooty                                       | Annaka Manners   |                                  |
| 2008 | Libanesa Loira                                   | Libanesa         |                                  |
| 2011 | Making The Boys                                  | Ella misma       |                                  |
| 2012 | Meth Head                                        | Pinkie           |                                  |
| 2012 | Groom's Cake                                     | Candis           | Cortometraje                     |
| 2014 | Crazy Bitches                                    | Vivianna         |                                  |

### Televisión
| Año          | Título                   | Papel              | Notas                               |
| ------------ | ------------------------ | ------------------ | ----------------------------------- |
| 2007         | CSI: Nueva York          | Quentin Conrad     | Episodio "The Lying Game"           |
| 2008         | Sordid Lives: The Series | Terapeuta #19      | Episodio "An Audacious Affair"      |
| 2007–08      | Dirty Sexy Money         | Carmelita Rainer   | 11 episodios                        |
| 2009         | Nip/Tuck                 | Alexis Stone       | 2 episodios                         |
| 2010         | Drop Dead Diva           | Allison Webb       | Episodio "Queen of Mean"            |
| 2011         | Necessary Roughness      | Geraldine          | Episodio "Dream On"                 |
| 2011         | RuPaul's Drag U          | Ella misma         | Episodio: "Naughty Nurses"          |
| 2012         | She's Living for This    | Ella misma         | Episodio "The Candis Cayne Episode" |
| 2012–17      | RuPaul's Drag Race       | Ella misma         | 4 episodios                         |
| 2013–14      | Elementary               | Ms. Hudson         | 3 episodios                         |
| 2015–16      | I Am Cait                | Ella misma         | 15 episodios                        |
| 2016         | Heartbeat                | Ava                | Episodio: "Permanent Glitter"       |
| 2017–present | The Magicians            | Fairy Queen        | 10 episodios                        |
| 2017         | Transparent              | Jolene             | Episodio: “Born Again”              |
| 2018         | Grey's Anatomy           | Dr. Michelle Velez | 2 episodios                         |

### Videos musicales
| Año  | Título                 | Performer | Notas              |
| ---- | ---------------------- | --------- | ------------------ |
| 1997 | "A Little Bit of Love" | RuPaul    | Bailarina          |
| 1999 | "No Scrubs"            | TLC       | Profesora de danza |
| 2003 | "Milkshake"            | Kelis     | Profesora de danza |
| 2017 | "Faces"                | Mila Jam  | Cameo              |